# 张化光
张化光，吉林人，东北大学信息科学与工程学院教授，主要从事模糊控制与智能控制、非线性控制和混沌控制等方面的研究。入选中华人民共和国教育部第七批"长江学者"特聘教授，享受国务院政府特殊津贴。